# 帕拉伊索德奧索里奧
帕拉伊索德奧索里奧（西班牙語：Paraíso de Osorio），是薩爾瓦多的城鎮，位於該國南部，由拉巴斯省負責管轄，面積7.21平方公里，海拔高度490米，2007年人口2,727，人口密度每平方公里378.22人。
13°38′N 88°58′W / 13.633°N 88.967°W